# Adopt Me!
Adopt Me! is een MMOG van ontwikkelstudio Uplift Games, gemaakt met Roblox. Het doel van het spel is om virtuele huisdieren te adopteren en ze te verzorgen. Het spel is sinds 2019 meer dan 30 miljard keer gespeeld.
Het spel draait om het kopen van eieren en het verzorgen van de huisdieren die eruit komen, de speler weet echter niet op voorhand welk huisdier in een ei zit. Elk dier heeft een bepaalde kans om voor te komen en de meest waardevolle dieren zijn enkel te koop met Robux, wat enkel te verkrijgen is door geld te spenderen.
Omdat het spel vooral gericht is op jongere spelers werd het voor een korte tijd verboden in België en Nederland vanwege de inclusie van lootboxes. Volgens de wet in België en Nederland is dit namelijk een vorm van gokken die wordt aangeboden aan minderjarigen en dat is verboden. Na het verbod kwam het spel terug maar is de optie om lootboxes te kopen afgeschaft voor deze regio's.